# Sandsporre
Sandsporre (Linaria arenaria) är en grobladsväxtart som beskrevs av Dc.. Enligt Catalogue of Life ingår Sandsporre i släktet sporrar och familjen grobladsväxter, men enligt Dyntaxa är tillhörigheten istället släktet sporrar och familjen grobladsväxter. Arten förekommer tillfälligt i Sverige, men reproducerar sig inte. Inga underarter finns listade i Catalogue of Life.

## Bildgalleri

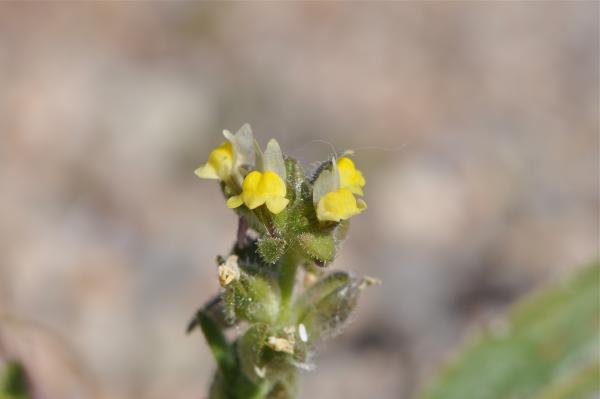
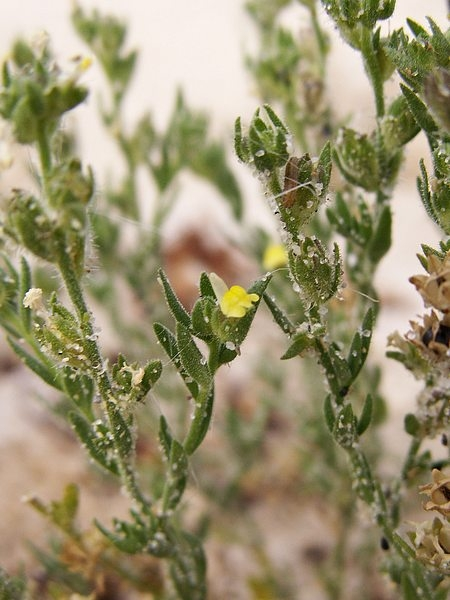
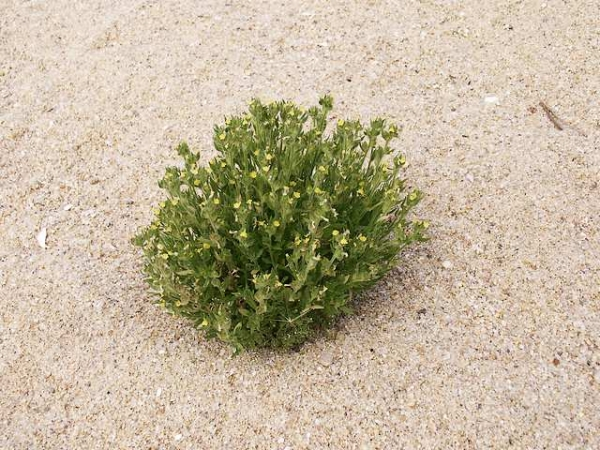